# بری میلر (هنرپیشه)
بری میلر (انگلیسی: Barry Miller؛ زادهٔ ۶ فوریهٔ ۱۹۵۸) یک هنرپیشه اهل ایالات متحده آمریکا است. وی از سال ۱۹۷۳ میلادی تاکنون مشغول فعالیت بوده است.
از فیلم‌ها یا برنامه‌های تلویزیونی که وی در آن نقش داشته است می‌توان به تب شب یک شنبه، آخرین وسوسه مسیح، پگی سو ازدواج کرد، بی‌عیب و سیسیلی‌ها اشاره کرد.